# Idioma yurumanguí
El yurumanguí es una lengua extinta de Colombia que se hablaba en el área de los ríos Cajambre, Nava y Yurumanguí. Sólo es conocida por una lista de palabras y frases cortas entregadas por el sacerdote Cristoval Romero al capitán Sebastián Lanchas de Estrada, quien las incluyó en el informe de sus recorridos de 1768. Después de ese registro, la lengua y sus hablantes desaparecen de los expedientes históricos.
Entre 1944 y 1945, a instancias de Paul Rivet, se realizaron en vano dos expediciones a la zona selva pluvial de los departamentos de Valle y Cauca, en donde se esperaba encontrar algún asentamiento humano que conservara la lengua del yurumanguí.

## Clasificación
La lista de palabras del padre Romero fue descubierta en los archivos y publicada en 1942, con un extenso análisis y comentarios, por el etnólogo francés Paul Rivet. Este autor, y Greenberg, consideraron que podía estar relacionada con las lenguas hokanas de Norteamérica pero en la actualidad dicha idea ha sido completamente descartada. Čestmír Loukotka, en cambio, la consideró dentro de la familia chibcha en 1968.  William Poser  (1992) critica a Rivet (1942); considera que no se la puede clasificar porque los datos no son suficientes, de hecho, esta es la opinión más generalizada.

## Descripción lingüística
El material existen no permite una descripción lingüístca mínimamente completa de la lengua aunque de la lista compilada por Sebastián Lanchas de Estrada pueden extraerse algunas observaciones interesantes.

### Morfología
El sufijo -sa caracteriza la forma de citar muchos verbos: anga-sa 'dormir',
sai-sa 'morir', ulsa-sa 'sacar, quitar', mientras que el prefijo ca(i)- aparece frecuentemente en términos de parentesco y en partes del cuerpo: cai-gí 'madre', cai-enaié 'abuela', cai-cona 'cabeza', cai-lusa 'cabello'), la peculiaridad de ocurrencia de dicho prefijo sugiere que ca(i)- podría ser uno de los prefijos posesivos, ya que parece marcar la posesión inalienable que se da tanto en el parentesco, como en las partes del cuerpo.
Los pronombres interrogativos empiezan con c- [k-], como por ejemplo, cana '¿qué?' y cu ~ co '¿dónde?' (cu-na '¿Dónde está?', cu-cae '¿Dónde estás?', co-cobica '¿De donde vienes?', co-cuebiquen '¿A dónde vas?'). Adolfo Constenla Umaña (1991: 53) constata a partir de los datos que los genitivos deben preceder al núcleo al que complementan, y los adjetivos deben seguir a dicho núcleo; características que también comparten las lenguas chocó habladas en las proximidades del yurumanguí.

## Vocabulario
Palabras seleccionadas del vocabulario yurumanguí de 1768, según Ortiz (1946):
| Español               | Yurumanguí                |
| --------------------- | ------------------------- |
| comer                 | lamá                      |
| come tu               | lamaé                     |
| beber                 | chuma                     |
| bebe tu               | chumaé                    |
| la candela, o fuego   | angua                     |
| la leña               | anga                      |
| el río                | ayo                       |
| el agua               | aia                       |
| plátano               | cua                       |
| el sol                | cicona                    |
| la luna               | digia                     |
| la casa               | yuiua                     |
| dormir                | angasa                    |
| bañarse               | pun pun                   |
| los frijoles          | aimaca                    |
| mujer                 | quitina                   |
| hombre                | queobai                   |
| madre                 | caigi                     |
| padre                 | maa                       |
| el tigre              | aguabai layaco; cananagua |
| el conejo             | naupica                   |
| el puerco montés      | naubaca                   |
| el gavilán            | yuoica                    |
| el papagayo           | taucano                   |
| el maíz               | aocona                    |
| los oídos             | auciá                     |
| el peine              | aubaisa                   |
| la ceniza             | augafa                    |
| las alas de ave       | aicán                     |
| el relámpago          | angaisa                   |
| yo                    | acá; asa                  |
| está lejos            | aiaba                     |
| el camino             | angaipoa                  |
| machete               | baical                    |
| el hacha              | totoque                   |
| la puerta             | bai                       |
| el sombrero           | sipana                    |
| la olla               | lictina                   |
| el canasto            | pitina                    |
| la yuca               | nasotasi                  |
| el corazón            | colopeiaisa; bibaspa      |
| el alma o respiración | sipia sinaisa             |
| el cielo              | siaa                      |
| morir                 | saisa                     |
| ya murió              | saibai                    |
| mariposa              | cauba                     |
| coser                 | blaisa                    |
| matar                 | aimasa                    |
| los dientes           | tina                      |
| la cabeza             | caicona                   |
| los ojos              | couna                     |
| el pelo               | cailusa                   |
| la frente             | laiga                     |
| la cara               | caumaca                   |
| la mano               | aisca                     |
| las uñas              | yacuisa                   |
| estar cansado         | cafeisa                   |
| hermanos              | yasa                      |
| la leche              | tuiusa                    |
| el queso              | vecatuta                  |
| las estrellas         | nanaa                     |
| la noche              | maisa                     |
| el día                | baisa                     |
| aguja                 | ypena                     |
| afeitar               | yebe                      |
| el perro              | cuan                      |
| el colmillo           | tinza                     |
| la vena               | yaisina                   |
| la sangre             | yaa                       |
| el tábano             | quipua                    |
| estar lloviendo       | siga                      |
| tronar                | bisca                     |
| fruta silvestre       | tamea                     |
| periquito             | ilica                     |
| la arena              | sibesa                    |
| la saliva             | zoima                     |
| la tierra             | minni                     |